# Iles
Iles é um município da Colômbia, localizado no departamento de Nariño.